# Сельское поселение Севрюкаево
Сельское поселение Севрюкаево — муниципальное образование в Ставропольском районе Самарской области.
Административный центр — село Севрюкаево.

## История
Статус и границы сельского поселения установлены Законом Самарской области от 28 февраля 2005 года № 67-ГД «Об образовании сельских поселений в пределах муниципального района Ставропольский Самарской области, наделении их соответствующим статусом и установлении их границ».

## Население
| 2010 | 2012 | 2013 | 2014 | 2015 | 2016 | 2017 |
| ---- | ---- | ---- | ---- | ---- | ---- | ---- |
| 725  | ↗738 | ↗750 | ↘743 | ↘737 | ↘732 | ↗742 |
| 2018 | 2019 | 2020 | 2021 |      |      |      |
| ↘711 | ↘698 | ↘676 | ↘635 |      |      |      |

## Состав сельского поселения
| № | Населённый пункт | Тип населённого пункта       | Население |
| - | ---------------- | ---------------------------- | --------- |
| 1 | Кармалы          | село                         | 88        |
| 2 | Кольцово         | село                         | 0         |
| 3 | Лбище            | село                         | 11        |
| 4 | Мордово          | село                         | 34        |
| 5 | Севрюкаево       | село, административный центр | 592       |